# Mesopolobus crassipes
Mesopolobus crassipes är en stekelart som först beskrevs av Julius Theodor Christian Ratzeburg 1844.  Mesopolobus crassipes ingår i släktet Mesopolobus och familjen puppglanssteklar. Inga underarter finns listade i Catalogue of Life.